# Torneo Melody Amber de ajedrez
El torneo de ajedrez Melody Amber se jugó en Montecarlo desde 1992, en marzo de cada año, hasta 2011, año de su última edición. Combinaba el ajedrez a la ciega y el ajedrez rápido (25 minutos por jugador), y era un acontecimiento anual para los mejores jugadores del mundo. 
El torneo era patrocinado por el campeón neerlandés multimillonario y campeón mundial de ajedrez postal, Joop Van Oosterom, fallecido en 2016. Una de sus hijas se llama Melody, de ahí el nombre del torneo.
Los jugadores con más títulos son:
- Vladímir Krámnik (6 títulos).
- Viswanathan Anand (5 títulos).

## Participantes en 2011
La XX edición del torneo Amber de partidas rápidas y a la ciega, se celebrará, en el Monte-Carlo Bay Hotel & Resort, en Mónaco, entre el 11 y el 24 de marzo de 2011.La bolsa de premios asciende a 227 000 euros
Viswanathan Anand (India), Magnus Carlsen (Noruega), Levon Aronian (Armenia), Vladímir Krámnik (Rusia), Veselin Topalov (Bulgaria), Alexander Grischuk (Rusia), Vasily Ivanchuk (Ucrania), Serguéi Kariakin (Rusia), Boris Gelfand (Israel), Hikaru Nakamura (EE. UU.), Vugar Gashimov (Azerbaiyán) y Anish Giri (Holanda).

## Clasificación final en 2010
La 19.ª edición se celebró del 13 al 25 de marzo. Se jugó en el lujoso hotel de 5 estrellas, Palais de la Méditerranée, de Niza, Francia.
- Ganador 1. Carlsen e Ivanchuk 14,5
- 3. Kramnik 13
- 4. Grischuk 12½
- 5. Kariakin 12
- 6. Gashimov 11½
- 7. Gelfand 11½
- 8. Svidler 11½
- 9. Aronian 11
- 10. Ponomariov 9
- 11. Smeets 6
- 12. Leinier Domínguez 5

## Clasificación final en 2009
La 18.ª edición se celebró del 15 al 26 de marzo. Se jugó en el lujoso hotel de 5 estrellas, Palais de la Mediterranée, de Niza, Francia.
- Ganador 1. Aronian 14
- 2-3. Anand 13½
- 2-3. Kramnik 13½
- 4. Carlsen 13
- 5. Morozevich 11
- 6-7. Kariakin 10½
- 6-7. Topalov 10½
- 8-9. Kamsky 10
- 8-9. Leko 10
- 10. Ivanchuk 9½
- 11. Radjabov 9
- 12. Wang Yue 7½

## Clasificación final en 2008
La 17.ª edición se celebró del 15 al 27 de marzo. Se jugó en el lujoso hotel de 5 estrellas, Palais de la Mediterranée, de Niza, Francia.
- Ganador 1.Levon Aronian 14,5 puntos
- 2.Magnus Carlsen 12 puntos
- 3.Vladímir Krámnik 12 puntos
- 4.Péter Lékó 12 puntos
- 5.Veselin Topalov 12 puntos
- 6.Viswanathan Anand 11 puntos
- 7.Vasili Ivanchuk 11 puntos
- 8.Aleksandr Morozévich 11 puntos
- 9.Serguéi Kariakin 9,5 puntos
- 10.Borís Gélfand 9 puntos
- 11.Şəhriyar Məmmədyarov 9 puntos
- 12.Loek van Wely 9 puntos

Aronian basó su triunfo en los 8 de 11 puntos de las partidas rápidas, donde aventajó en 1,5 puntos al segundo en esta modalidad que fue Ivanchuk con 6,5 puntos.
Aronian logró la máxima puntuación 6,5 puntos en las partidas a la ciega, empatando con otros 3 jugadores, Krámnik, Morozévich y Topalov.
Carlsen, el 2.º clasificado, logró 6 puntos en rápidas y 6 puntos a la ciega, este resultado le hizo quedar subcampeón.
Anand tuvo una floja actuación en partidas rápidas, con solo 5 puntos de 11 posibles, ha sido el clásico dominador de las rápidas en otras ediciones anteriores.
El global de premios fue de 216.000 €.

## Clasificación final en 2007
La 16.ª edición, desde el 17 de marzo hasta el 29 de marzo de 2007.
- Campeón:1.º Vladímir Krámnik 15,5 puntos.
- 2.º Viswanathan Anand 13,5 puntos.
- 3.º Vasili Ivanchuk 13 puntos.
- 4.º-5.º Levon Aronian 12 puntos.
- 4.º-5.º Piotr Svidler 12 puntos.
- 6.º-7.º Borís Gélfand 11,5 puntos.
- 6.º-7.º Aleksandr Morozévich 11,5 puntos.
- 8.º-9.º Magnus Carlsen 10,5 puntos.
- 8.º-9.º Péter Lékó 10,5 puntos.
- 10.º Teymur Rəcəbov 9 puntos.
- 11.º-12.º Loek van Wely 6,5 puntos.
- 11.º-12.º Francisco Vallejo Pons 6,5 puntos.

Krámnik basó su triunfo en los 9 de 11 puntos a la ciega, el 2.º máximo registro de la historia del torneo, tras los 9,5 de 11 puntos de Morozévich en 2006.
Anand logró la máxima puntuación en las partidas rápidas, con 8,5 de 11 puntos, aventajando en 2 puntos en rápidas a un grupo de 4 jugadores: Carlsen, Ivanchuk, Krámnik y Lékó que sumaron 6,5 de 11 puntos.
La sala de juego en 2007, fue el lujoso hotel Fairmont, de Montecarlo, Mónaco.

## Ganadores del Torneo (sumando los puntos de juegos a la ciega y rápidas)
- 1992 Vasili Ivanchuk
- 1993 Ljubomir Ljubojević
- 1994 Viswanathan Anand
- 1995 Anatoli Kárpov
- 1996 Vladímir Krámnik
- 1997 Viswanathan Anand
- 1998 Alekséi Shírov y Vladímir Krámnik
- 1999 Vladímir Krámnik
- 2000 Alekséi Shírov
- 2001 Vladímir Krámnik
- 2002 Aleksandr Morozévich
- 2003 Viswanathan Anand
- 2004 Aleksandr Morozévich y Vladímir Krámnik
- 2005 Viswanathan Anand
- 2006 Viswanathan Anand y Aleksandr Morozévich
- 2007 Vladímir Krámnik
- 2008 Levon Aronian
- 2009 Levon Aronian
- 2010 Magnus Carlsen y Vasily Ivanchuk